# Rajon Luhansk
Der Rajon Luhansk (ukrainisch Луганський район Luhanskyj rajon; russisch Луганский район Luganski rajon) ist ein ukrainischer Rajon (Verwaltungseinheit) mit etwa 500.000 Einwohnern. Er liegt in der Oblast Luhansk und hat eine Fläche von 2147 km², der Verwaltungssitz befindet sich in der namensgebenden Stadt Luhansk.
Er ist derzeit durch die Volksrepublik Lugansk besetzt und steht somit nicht unter ukrainischer Kontrolle, aus diesem Grund besteht der Rajon nur de jure und nicht de facto.

## Geographie
Der Rajon liegt im Süden der Oblast Luhansk und grenzt im Norden an den Rajon Schtschastja, im Osten an den Rajon Dowschansk, im Süden an den Rajon Rowenky sowie im Westen an den Rajon Altschewsk.

## Geschichte
Der Rajon entstand am 17. Juli 2020 im Zuge einer großen Rajonsreform durch die Vereinigung der Rajone Lutuhyne und Krasnodon mit der bis dahin unter Oblastverwaltung stehenden Stadt Luhansk.

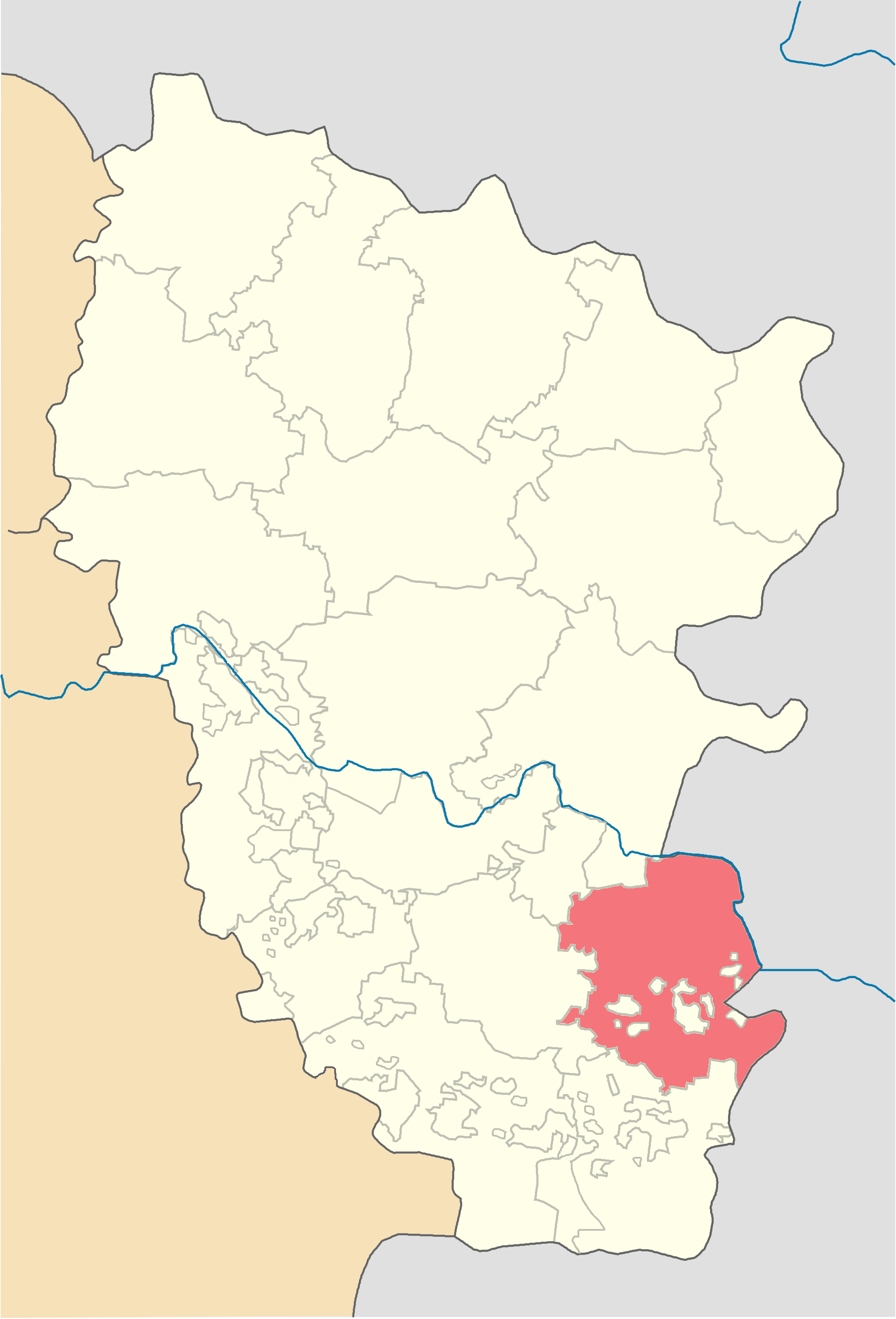
Rajon Krasnodon bis Juli 2020
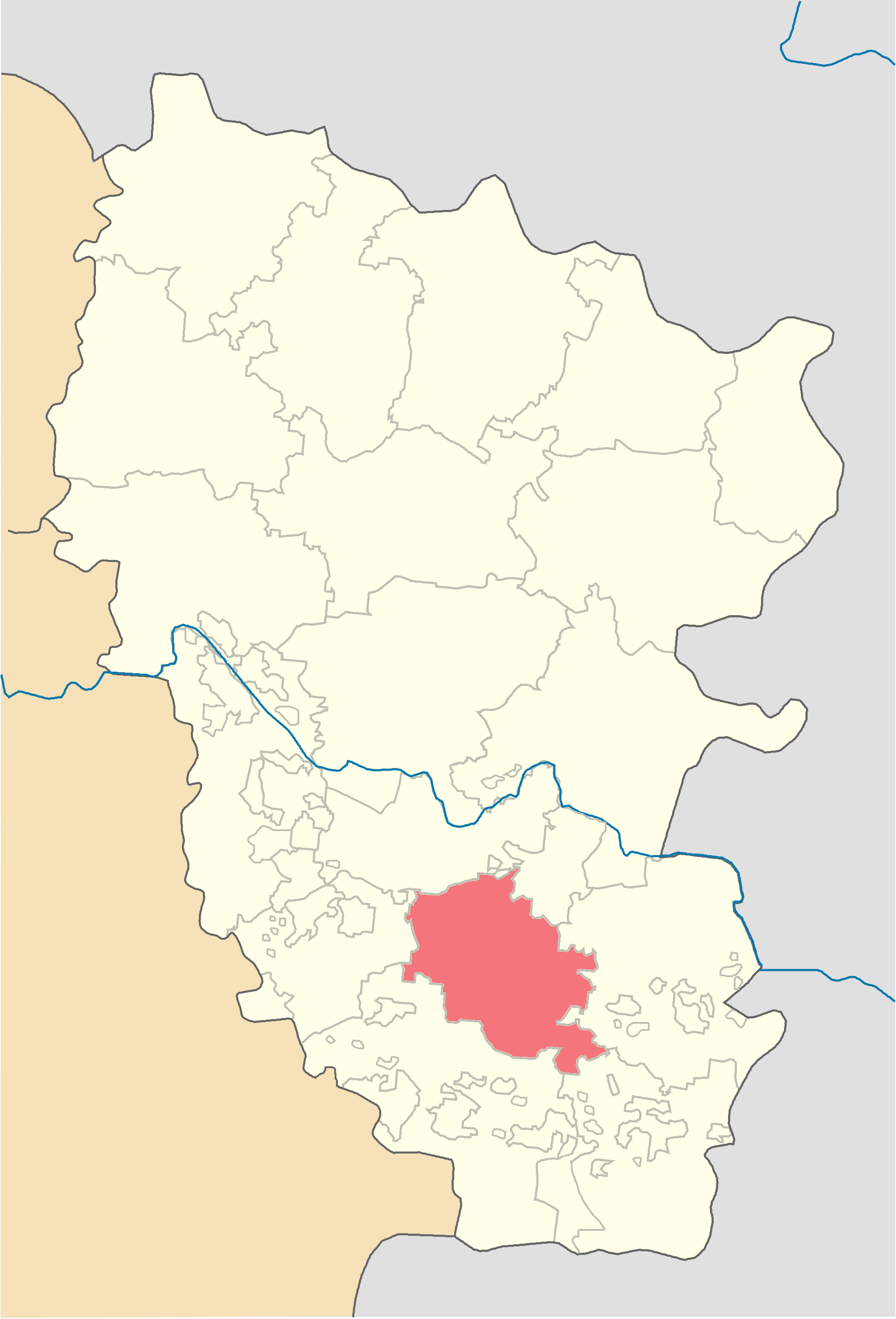
Rajon Lutuhyne bis Juli 2020
Rajonsgebiet ab Juli 2020

## Administrative Gliederung
Auf kommunaler Ebene ist der Rajon in 3 Hromadas (3 Stadtgemeinden) unterteilt, denen jeweils einzelne Ortschaften untergeordnet sind.
Zum Verwaltungsgebiet gehören:
- 4 Städte
- 15 Siedlungen städtischen Typs
- 62 Dörfer
- 17 Ansiedlungen

Die Hromadas sind im Einzelnen:
- Stadtgemeinde Luhansk
- Stadtgemeinde Lutuhyne
- Stadtgemeinde Molodohwardijsk